# 克拉斯諾斯塔夫齊 (切梅里夫齊區)
48°47′50″N 26°23′53″E / 48.79722°N 26.39806°E
克拉斯諾斯塔夫齊（烏克蘭語：Красноставці）是位於烏克蘭西部赫梅利尼茨基州裏卡緬涅茨-波多利斯基區的村莊，始建於1565年，面積2.66平方公里，海拔高度203米，人口863，人口密度每平方公里432人。